# 39
Évszázadok: i. e. 1. század – 1. század – 2. század
Évtizedek: i. e. 10-es évek – i. e.  1-es évek – 1-es évek – 10-es évek – 20-as évek – 30-as évek – 40-es évek – 50-es évek – 60-as évek – 70-es évek – 80-as évek
Évek: 34 – 35 – 36 – 37 –  38 – 39 – 40 – 41 – 42 – 43 – 44

## Események

### Római Birodalom
- Caligula császárt (helyettese februártól Quintus Sanquinius Maximus, júliustól Cnaeus Domitius Corbulo, szeptembertől Aulus Didius Gallus) és Lucius Apronius Caesianust (helyettese Cnaeus Domitius Afer) választják consulnak.
- Caligula Xerxészt imitálva nagy költségen pontonhidat építtet a Nápolyi-öbölben Baiae és Puteoli között.
- Heródes Agrippa Rómába utazik és a császár elleni összeesküvéssel vádolja nagybátyját, Heródes Antipaszt. Heródes Antipaszt Galliába száműzik, területeit és kincstárát Heródes Agrippa kapja meg.
- Caligula két nővére, Agrippina és Iulia Livilla, valamint előző évben meghalt nővérük özvegye, Marcus Aemilius Lepidus (Caligula hivatalos utóda) állítólag összeesküvést szőnek a császár meggyilkolására. Lepidust kivégzik, Agrippinát és Livillát (akiket Lepidussal és Tigellinussal való paráználkodással is vádolnak) száműzik.
- Caligula feleségül veszi Milonia Caesoniát.
- Caligula hadjáratot indít Germaniába. A Rajnánál néhány germán származású katonával kisebb csetepatét játszat el, majd győztesnek nyilvánítja magát és visszatér Galliába, hogy majd Rómában diadalmenetet tartson.
- Miután a zsidók lerombolnak egy császárnak szentelt oltárt, Caligula elrendeli, hogy a szobrát állítsák fel a jeruzsálemi Templomban. Publius Petronius syriai helytartó a zsidók tiltakozása miatt késlelteti a feladat végrehajtását, egészen a császár haláláig.

## Születések
- november 3. – Marcus Annaeus Lucanus, római költő
- december 30. – Titus római császár
- Iulia Drusilla, Caligula lánya

## Halálozások
- Lucius Annaeus Seneca Maior, római író, történetíró
- Marcus Aemilius Lepidus, római politikus
- Cnaeus Cornelius Lentulus Gaetulicus, római politikus

## Fordítás
- Ez a szócikk részben vagy egészben  a(z)   39 című francia Wikipédia-szócikk ezen változatának fordításán alapul.  Az eredeti cikk szerkesztőit annak laptörténete sorolja fel. Ez a jelzés csupán a megfogalmazás eredetét és a szerzői jogokat jelzi, nem szolgál a cikkben szereplő információk forrásmegjelöléseként.